# Dalea cylindrica
Dalea cylindrica är en ärtväxtart som beskrevs av William Jackson Hooker. Dalea cylindrica ingår i släktet Dalea, och familjen ärtväxter.

## Underarter
Arten delas in i följande underarter:
- D. c. cylindrica
- D. c. haenkeana
- D. c. nova
- D. c. sulfurea